# Futuregames Academy
Futuregames (FG) är en skola som specialiserar sig på att utbilda spelutvecklare inom spelgrafik, speldesign samt spelprogrammering. Skolan bedriver utbildningarna på både yrkeshögskolenivå, samt enskilda kurser.
Futuregames bedriver spelutbildningar på följande orter i Sverige och Polen
- Boden
- Skellefteå
- Stockholm
- Karlstad
- Umeå
- Malmö
- Warzawa
- Online

## Yrkeshögskoleutbildningar
Futuregames bedriver flera olika yrkeshögskoleutbildningar inom spelutveckling varav alla är studiemedelsberättigande och inkluderar lärande i arbete (LiA).

## Ledningsgrupp
Futuregames har en stark koppling till den svenska spelindustrin där flera företag representerar näringslivet. Företag som är med i ledningsgruppen är:
- Avalanche Studios[1]
- DICE[2]
- Epic Games[3]
- Fatshark[4]
- Hazelight Studios[5]
- King[6]
- Kungliga Tekniska högskolan (KTH)
- MediaGymnasiet i Nacka strand[7]
- Paradox Interactive[8]
- Starbreeze[9]
- Ubisoft Stockholm[10]